# Assiminea californica
Assiminea californica är en snäckart som först beskrevs av Tryon 1865.  Assiminea californica ingår i släktet Assiminea och familjen Assimineidae. Inga underarter finns listade i Catalogue of Life.